# Saint-Jean-de-Rebervilliers
Saint-Jean-de-Rebervilliers – miejscowość i gmina we Francji, w Regionie Centralnym, w departamencie Eure-et-Loir.
Według danych na rok 1990 gminę zamieszkiwało 161 osób, a gęstość zaludnienia wynosiła 15 osób/km² (wśród 1842 gmin Regionu Centralnego Saint-Jean-de-Rebervilliers plasuje się na 976. miejscu pod względem liczby ludności, natomiast pod względem powierzchni na miejscu 1112.).